# Edicions Bromera
Edicions Bromera és una editorial amb seu a Alzira, fundada per Josep Gregori el gener del 1986 amb l'objectiu de posar en marxa un projecte d'editorial plural, impulsat des del País Valencià, per a tot l'àmbit lingüístic. El gener de 2023 fou adquirida en un 60% pel Grupo Planeta.

## Història
L'editorial va tenir un primer èxit amb la novel·la juvenil, L'últim roder, de Josep Franco, fet que li va permetre tornar crèdits i estabilitzar-se.
A hores d'ara, Bromera ha esdevingut l'editorial valenciana més important. El seu catàleg està format per un miler de títols —tant escrits originalment en valencià com de traducció— que s'agrupen en unes trenta col·leccions que abracen tots els gèneres: narrativa per a adults, infantil i juvenil, poesia, assaig, teatre, etc.
En el seu catàleg hi ha materials educatius, diccionaris, obres de divulgació, d'actualitat, de sociolingüística, llibres de gran format... Bromera ha publicat obres d'autors clàssics i contemporanis, tant del país com estrangers, entre els quals trobem noms com Pasqual Alapont, Enric Lluch, Vicent Borràs, Isabel-Clara Simó, Andreu Martín, Joan F. Mira, Josep Lozano, Joan Fuster, Dario Fo, Michael Ende, Naguib Mahfuz, John Banville, Frank McCourt, Philip Pullman, Orhan Pamuk o Agustín Fernández Paz. Més de cinc milions d'exemplars venuts i més de 150 premis literaris publicats són indicadors de la bona acollida que ha rebut aquest editorial.
Edicions Bromera, a més a més, és una editorial compromesa amb la llengua, la cultura, l'ensenyament i la societat i ha desenvolupat una tasca importantíssima en aquest sentit. En són bona mostra la creació de la Fundació Bromera per al Foment de la Lectura, la revista de lletres L'Illa i el seu suplement educatiu TXT, la creació de la línia de llibre de text i de materials didàctics Bromera.txt, el web Bromera Jove, que fomenta la lectura entre els públic juvenil, l'organització i el suport de diversos guardons literaris, les animacions lectores per a escolars, el suport a les arts escèniques, l'elaboració d'exposicions de personatges i passatges significatius de la nostra història col·lectiva i les col·laboracions diverses en diferents cursos i jornades sobre literatura, entre d'altres.
Durant el 2011 van celebrar el seu 25è aniversari. L’any 2021 va facturar més de 7,1 milions d’euros.

## Premis literaris

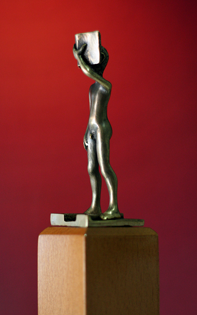
Trofeu dels premis Alzira

Edicions Bromera coorganitza els Premis Literaris Ciutat d'Alzira. Aquest certamen va nàixer el 1989 amb la creació del Premi de Novel·la Ciutat d'Alzira i, des d'aleshores, ha anat augmentant el nombre de guardons i la dotació econòmica, fins a esdevenir un dels esdeveniments literaris més importants del nostre país.
Actualment, estan formats per 7 categories —Premi de Novel·la Ciutat d'Alzira, Premi Europeu de Divulgació Científica Estudi General, Premi Bancaixa de Narrativa Juvenil, Premi de Narrativa Infantil Vicent Silvestre, Premi d'Assaig Mancomunitat de la Ribera Alta, Premi de Poesia Ibn Jafadja i Premi de Teatre Ciutat d'Alzira Palanca i Roca— que patrocinen diverses entitats: Ajuntament d'Alzira, Edicions Bromera, Universitat de València, Bancaixa, Mancomunitat de la Ribera Alta i UNED. Tots els llibres guardonats es publiquen en les diferents col·leccions de Bromera.
A més, l'editorial dona suport i publica les obres guanyadores d'altres certàmens literaris: 
- Premis Alfons el Magnànim València de Literatura
- Premis Literaris Ciutat de València
- Premi Enric Valor de Novel·la
- Premis Literaris Ciutat de Xàtiva
- Premi de Novel·la Històrica Juvenil «Far de Cullera»
- Premi de Literatura Eròtica de La Vall d'Albaida
- Premi de Teatre Infantil Xaro Vidal Ciutat de Carcaixent
- Premis Vicent Andrés Estellés de Burjassot
- Premis Juvenils de Literatura Breu Ciutat de Mislata
- Premi de Narrativa Escolar Vicent Marçà
- Premi Vila de Teulada de Narrativa Breu
- Premis Literaris Ciutat de Carcaixent[11]
- Premi Ciutat d'Alcoi de Teatre Pep Cortés

## Grup editorial Bromera
Edicions Bromera forma part del Grup Editorial Bromera, un grup editorial valencià format per tres editorials: Animallibres, especialitzada en literatura infantil i juvenil, creada al setembre del 2006, Edicions Bromera i Algar Editorial.

## Fundació Bromera
La Fundació Bromera per al Foment de la Lectura és una entitat de caràcter cultural i sense ànim de lucre que té com a finalitat principal el foment de la lectura, especialment la literària i formativa, entre tots els sectors de la societat en general, però amb una atenció específica cap a la població infantil i juvenil i el món de la cultura i de l'ensenyament. En 2009 fou premiada per la Unió General de Treballadors.